# Norops simmonsi
Norops simmonsi este o specie de șopârle din genul Norops, familia Polychrotidae, descrisă de Holman 1964. Conform Catalogue of Life specia Norops simmonsi nu are subspecii cunoscute.